# Związek Chłopski (II RP)
Związek Chłopski (ZCh) – partia powstała 11 maja 1924 z połączenia odłamu PSL „Piast” pod nazwą Polski Związek Ludowców oraz partii Polskie Stronnictwo Ludowe – Lewica.
Związek Chłopski przyjął na swoim kongresie założycielskim 11 maja 1924, za podstawę programową własnych działań, program PSL – Lewicy z 1 czerwca 1919 „uzupełniony wedle wymogów obecnej chwili”.
Parlamentarzyści Związku Chłopskiego 22 stycznia 1926 dołączyli do klubu parlamentarnego Stronnictwo Chłopskie. Następnie, w dniach 2–3 marca 1926 Związek Chłopski połączył się z odłamem PSL „Wyzwolenie” pod nazwą Jedność Ludowa w partię Stronnictwo Chłopskie.
Głównymi działaczami ZCh byli: Andrzej Pluta, Jan Bryl, Michał Janeczek, Jan Stapiński.
Związek Chłopski został odtworzony 11 stycznia 1928 jako organizacja prosanacyjna. Funkcjonował w tej formule do czasu utworzenia 28 stycznia 1931 „grupy chłopskiej” wewnątrz BBWR, którego stał się częścią i zakończył swoją działalność. W tym czasie głównymi działaczami ZCh byli: Jan Stapiński (prezes), Józef Kaźmierczak, Hipolit Śliwiński.
W obu okresach działalności głównym organem prasowym ZCh był „Przyjaciel Ludu”.